# Tinodes provo
Tinodes provo là một loài Trichoptera trong họ Psychomyiidae. Chúng phân bố ở miền Tân bắc.